# Só Falta Esposa
Só Falta Esposa é um reality show brasileiro exibido pelo SBT entre 9 de julho e 27 de agosto de 2009.
O programa é um formato do reality The Bachelor da emissora americana ABC.

## Sinopse
As mulheres pediram e vão poder participar do novo doc reality do SBT.Três homens, três diferentes histórias, um mesmo objetivo: encontrar o amor!
O novo doc-reality do SBT vai ajudá-los nessa busca e você pode participar…
Através do programa eles terão a oportunidade de conhecer diversas pretendentes e, quem sabe, a chance de começar um novo relacionamento.
O programa irá registrar os diversos momentos deste processo de escolhas e descobertas: um jogo onde não existem prêmios, vencidos ou vencedores…
Uma jornada pelos sentimentos de homens e mulheres: seus anseios, suas dúvidas e certezas.
O programa é um formato original do SBT.

## Participantes
- Mauricio
- Carlos
- Filippo

## Audiência e repercussão
| Capítulo    | Audiência | Fonte |
| ----------- | --------- | ----- |
| Episódio. 1 |           |       |
| Episódio. 2 |           |       |
| Episódio. 3 |           |       |
| Episódio. 4 |           |       |
| Episódio. 5 |           |       |
| Episódio. 6 |           |       |
| Episódio. 7 |           |       |
| Episódio. 8 |           |       |

- Estreia:
- Maior audiência:
- Menor audiência: